# Agonoscelis rutila

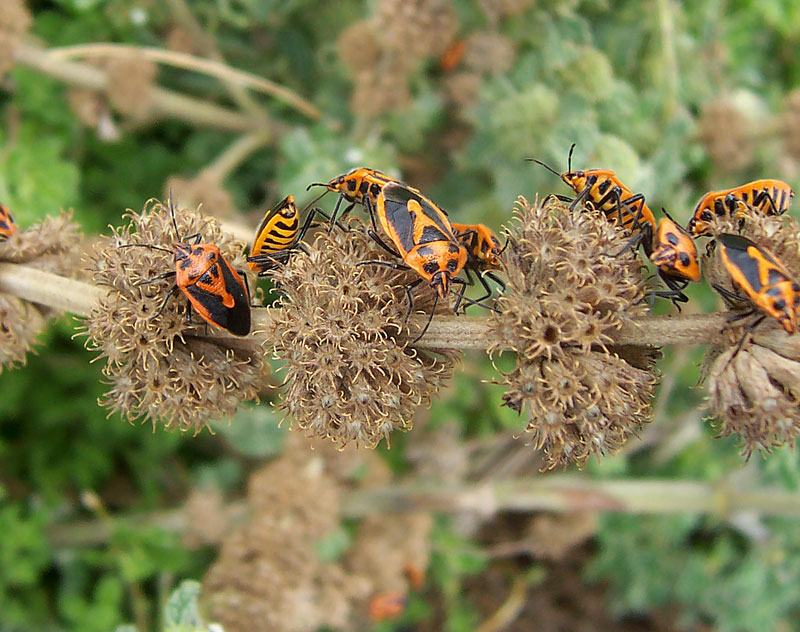
Agonoscelis rutila

Agonoscelis rutila ist eine Wanze aus der Familie der Baumwanzen (Pentatomidae). Im Englischen trägt die Wanzenart auch die Bezeichnung Horehound Bug.

## Merkmale
Die etwa 12 Millimeter langen Wanzen sind hell orange gefärbt. Sie weisen auf ihrer Ober- und Unterseite ein schwarzes Muster auf.

## Verbreitung
Die Art ist auf dem australischen Kontinent verbreitet. Sie ist in Queensland und in New South Wales vertreten.

## Lebensweise
Die Wanzen ernähren sich phytophag. Zu ihren Futterpflanzen gehört der Gewöhnliche Andorn (Marrubium vulgare), die Rosselle (Hibiscus sabdariffa), Leptospermum coriaceum sowie verschiedene Eukalyptusbäume und Zitruspflanzen. Namensgebend für die englische Bezeichnung der Wanzenart ist der Gewöhnliche Andorn, der im Englischen Horehound heißt.

## Taxonomie
In der Literatur existieren folgende Synonyme:
- Cimex elatus Fabricius, 1803
- Cimex rutilus Fabricius, 1775
- Pentatoma lugubris Montrouzier, 1855
- Pentatoma petitii Le Guillou, 1841
- Pentatoma tetrastigma Herrich-Schaeffer, 1851
- Pentatoma wolfii Guérin-Méneville, 1831
- Strachia aspersa Walker, 1867
- Strachia tetragona Walker, 1867
- Tylochares epaxia Turner, 1947

## Belege